# はなひとひら
「はなひとひら」は、2011年2月2日に発売された石井竜也の29枚目のシングル。

## 解説
タイトルの意味は『花』 『人』 『平』を繋げた言葉。石井のキャリア初となる、ライブ・シングルである。2010年11月27日に京都・上賀茂神社で行われた、『森羅万象 in 上賀茂神社』でのライヴ音源を2曲と、アルバム『MOON & EARTH』収録曲ダイジェスト音源を2トラック収録。

## 収録曲
編曲：TATOO
1. はなひとひら
作詞・作曲：石井竜也
ライブ・ヴァージョン。
石井が自身の作品『顔魂』展覧会等で度々通っていた京都に感化されて制作した楽曲。
ミュージック・ビデオは石井が監督を務めた京都を舞台にした時代劇ショートムービー[2]。
2. 愛してる
ライブ・ヴァージョン。
作詞・作曲：米米CLUB
3. 『MOON & EARTH』 Album flash part.1
アルバムのダイジェスト音源。
4. 『MOON & EARTH』 Album flash part.2
アルバムのダイジェスト音源。

## 収録アルバム
いずれも（#1）
- 『MOON & EARTH』（2011年3月9日発売） - 16thオリジナル・アルバム
- 『石弐 〜Best of Best〜』（2015年3月25日発売） - 2ndベスト・アルバム